# جريبوصور
الجريپوصور (Gryposaurus) كان جنس من ديناصورات بطيات المنقار عاش من 84 إلى 73 مليون سنة مضت، في فترة الطباشيري المتأخر (من أواخر السانتوني إلى أواخر الكامباني) في أمريكا الشمالية. الأنواع المسماة من الجريپوصور معروفة من تكوين ديناصور پارك في ألبرتا بكندا، وتكوينان في الولايات المتحدة هما تكوين تو ميديسين في مونتانا وتكوين كايپاروويتس في يوتا.